# Livade kod Hudinčeca
Livade kod Hudinčeca este o arie protejată (sit de importanță comunitară — SCI) din Croația întinsă pe o suprafață de 13,28 ha, integral pe uscat.

## Localizare
Centrul sitului Livade kod Hudinčeca este situat la coordonatele 46°14′57″N 15°54′09″E / 46.249235°N 15.902532°E.

## Înființare
Situl Livade kod Hudinčeca a fost declarat sit de importanță comunitară în iulie 2013 pentru a proteja 1 specie de plante.

## Biodiversitate
Situată în ecoregiunea continentală, aria protejată conține 1 habitat natural: Pajiști uscate seminaturale și facies de acoperire cu tufișuri pe substraturi calcaroase (Festuco-Brometalia) (* situri importante pentru orhidee).
La baza desemnării sitului se află o specie protejată de  plante: Himantoglossum adriaticum.
Pe lângă speciile protejate, pe teritoriul sitului au mai fost identificate 2 specii de plante.